# 1983年贝鲁特军营炸弹袭击
1983年贝鲁特军营炸弹袭击（英語：1983 Beirut barracks bombings）1983年10月23日黎巴嫩内战期间，两辆卡车炸弹袭击了黎巴嫩首都贝鲁特的駐黎多國部隊基地，包括貝魯特國際機場旁的美國海軍陸戰隊軍營和拉姆利特·艾爾·拜達海濱附近的法軍第1傘降獵兵團軍營，造成共307人死亡，其中包括241名美国人和58名法国人、6位平民及两位袭击者。事件发生后，伊斯兰圣战组织宣传对此事负责，但时任美国国防部长卡斯珀·威拉德·温伯格称并不清楚此次袭击究竟是谁所为。
2016年4月，美國最高法院判決，准許在本次袭击中喪生美軍的家屬從被凍結的20億美元伊朗資產取得賠償。